# عودة الروح (مسلسل)
عودة الروح هو مسلسل تلفزيوني مصري عُرض لأوَّل مرة سنة 1977، من بطولة صلاح ذو الفقار، من إخراج حسين كمال، وتأليف صلاح طنطاوي، المسلسل قصة توفيق الحكيم المستوحاة من روايته عودة الروح التي صدرت سنة 1933.

## الأحداث
تدور أحداث المسلسل حول شاب يعيش مع عائلة أبيه المكونة من ثلاثة أعمام، والذين يقعون جميعهم في حب جارتهم التي لا تهتم بأحدهم، لكنها تحبّ جارًا لها في نفس المنزل، الأمر الذي يجعل إحدى السيدات تقوم بعمل سحر أسود للتفريق بينهما، وفجأة تندلع ثورة 1919 فيتغيّر حال الجيران ويقررون المشاركة في الثورة، ولكن يقبض عليهم ويتم وضعهم جميعهم في حبس واحد، ثم يمرضون فيتم نقلهم للمستشفى في حجرة واحدة ويبدأ كل واحد في استرجاع ذكرياته.
الرواية المستوحى منها المسلسل والتي تدور أحداثها خلال ثورة 1919، تعتبر من أهم الأعمال الأدبية في النصف الأول من القرن العشرين وتم تقديمها في أكثر من عمل في المسرح والسينما. يقول النقاد ان هذا المسلسل أفضل عمل فني نقل روح العمل الأدبي الأصلي لتوفيق الحكيم.

## طاقم التمثيل

### الشخصيات الرئيسية
- صلاح ذو الفقار بدور سليم
- ليلى حمادة بدور سنية
- إحسان القلعاوي بدور زنوبة
- محمد العربي بدور عبده
- وجدي العربي بدور مصطفى
- علي الغندور بدور حنفي
- إبراهيم سعفان بدور مبروك
- عصام العشري بدور محسن
- محمد رضا بدور المعلم كامل

### الشخصيات الثانوية
- يونس شلبي بدور عليوة
- وداد حمدي بدور بسيونيه
- ملك الجمل بدور نعناعة
- عبد الرحيم الزرقاني بدور عم حسن
- نظيم شعراوي بدور الدكتور حلمي
- صبري عبد العزيز بدور رزق
- إبراهيم الشامي بدور حامد
- ناهد سمير بدور دولت هانم
- عبد الله فرغلي بدور بسطامي
- محمد شوقي بدور ميمون جابر ميمون
- جمالات زايد بدور أم سحلول
- سيف الله مختار بدور نزاكة
- إعتدال شاهين بدور صافيناز هانم
- محمد فرحات عمر بدور السبيلجي
- جميل عز الدين بدور كازولي
- علي جوهر بدور مستر بلاك
- مدحت غالي بدور مسيو فوكس
- أحمد صلاح الدين بدور جميل الحلاق
- يحيي توفيق بدور حلاق العائلة

## وصلات خارجية
- عودة الروح على موقع IMDb (الإنجليزية)
- عودة الروح على موقع قاعدة بيانات الأفلام العربية